# Freadelpha confluens
Freadelpha confluens är en skalbaggsart. Freadelpha confluens ingår i släktet Freadelpha och familjen långhorningar.

## Underarter
Arten delas in i följande underarter:
- F. c. confluens
- F. c. tanganjicae
- F. c. orientalis